# Madison Irwin
Madison Irwin (* 18. Juli 1991 in Toronto) ist eine kanadische Skirennläuferin. Sie gehört seit 2011 dem kanadischen Nationalkader an.

## Biografie
Irwin nahm im Winter 2006/2007 erstmals an FIS-Rennen teil und startete im nächsten Winter erstmals im Nor-Am Cup. Nach ersten Siegen und Podestplätzen in FIS-Rennen gewann sie im März 2008 die ersten Punkte im Nor-Am Cup. Im Winter 2008/2009 erreichte sie ihre ersten Top-10-Resultate in dieser Rennserie. In den Jahren 2010 und 2011 nahm Irwin an zwei Juniorenweltmeisterschaften teil, wobei ihr bestes Ergebnis der zehnte Platz im Riesenslalom der Junioren-WM 2011 in Crans-Montana war. Bei den kanadischen Meisterschaften belegte sie 2011 den zweiten Platz in der Super-Kombination.
Am Ende der Saison 2010/11 gelangen Irwin die ersten Podestplätze im Nor-Am Cup, womit sie in der Gesamtwertung den siebten Platz belegte. Sie konnte sich im nächsten Winter weiter verbessern, feierte am 4. Februar 2012 im Slalom von Vail ihren ersten Sieg und erreichte Platz vier in der Nor-Am-Gesamtwertung. Im Weltcup debütierte Irwin am 28. November 2010 im Slalom von Aspen, der ihr einziger Start in der Saison 2010/11 blieb. Nach ihrer Aufnahme in den kanadischen Nationalkader kam sie in der Saison 2011/12 zu weiteren Weltcupeinsätzen, bei denen sie weiterhin ohne Punkte blieb. In der Saison 2013/14 entschied Irwin die Gesamtwertung des Nor-Am Cup für sich.

## Erfolge

### Nor-Am Cup
- Saison 2010/11: 7. Gesamtwertung, 6. Riesenslalomwertung, 9. Super-G-Wertung, 10. Super-Kombinationswertung
- Saison 2011/12: 4. Gesamtwertung, 4. Super-G-Wertung, 7. Slalomwertung, 7. Super-Kombinationswertung, 10. Riesenslalomwertung
- Saison 2013/14: 1. Gesamtwertung, 1. Super-Kombinationswertung, 3. Super-G-Wertung, 5. Slalomwertung, 9. Riesenslalomwertung, 10. Abfahrtswertung
- 13 Podestplätze, davon 3 Siege:

| Datum            | Ort              | Land   | Disziplin         |
| ---------------- | ---------------- | ------ | ----------------- |
| 4. Februar 2012  | Vail             | USA    | Slalom            |
| 13. Februar 2014 | Mont Sainte-Anne | Kanada | Super-G           |
| 15. Februar 2014 | Mont Sainte-Anne | Kanada | Super-Kombination |

### Juniorenweltmeisterschaften
- Mont Blanc 2010: 36. Riesenslalom
- Crans-Montana 2011: 10. Riesenslalom, 17. Super-G

### Weitere Erfolge
- 1 kanadischer Meistertitel (Super-G 2014)
- 14 Siege in FIS-Rennen